# Звёздные войны: Силы Судьбы
«Звёздные войны: Силы судьбы» (англ. Star Wars: Forces of Destiny) — анимационный сериал. Транслировался  на YouTube и канале Disney Channel.

## Сюжет
Сериал акцентирует внимание на женских персонажах различных эпох и частей франшизы, и исследует, как решения каждого персонажа влияют на её судьбу и судьбу Галактики.

## Персонажи
- Эшли Экштейн — Асока Тано[3], джедай, впоследствии восстанавливает Орден Джедаев, член Повстанческого Альянса, введённая в мультфильме Войны клонов.
- Фелисити Джонс — Джин Эрсо[3], впервые появилась в фильме Изгой-один, приходит на помощь Альянсу Повстанцев.
- Мэтт Лантер — Энакин Скайуокер, рыцарь-джедай, отец Люка Скайуокера и Леи Органы.
- Ванесса Маршалл — Гера Синдулла[3], пилот и офицер Альянса Повстанцев, впервые появившаяся в мультсериале Звёздные войны: Повстанцы.
- Лупита Нионго — Маз Каната, инопланетная пиратка и хозяйка таверны.
- Дейзи Ридли — Рей, чувствительная к силе джедай, впервые появилась фильме Пробуждение силы.
- Тия Сиркар — Сабин Врен[3], мандалорский художник и член Повстанческого Альянса.
- Кэтрин Табер — Падме Амидала, сенатор от Набу и мать Люка Скайуокера и Леи Органы, введённая в трилогии-приквеле.
- Шелби Янг — Лея Органа, принцесса и сенатор от Альдераана, член Повстанческого Альянса, впервые появившаяся в оригинальной трилогии.

## Производство
Мультсериал «Силы Судьбы» был объявлен 12 апреля 2017 года как показ специальном превью серии, представленной на праздновании Звездных войн в Орландо. Первая серия это — первая 2D-анимационная серия, выпущенная Lucasfilm с 2003 года из мультсериала Войны Клонов и первый 2D-анимационный проект, созданный Lucasfilm Animation; перед созданием студии были созданы предыдущие 2D-анимированные серии, такие как Эвоки, Дроиды и ранние версии Войн Клонов.
Силы Судьбы были созданы как серия коротких серий, потому что считалось, что они лучше обращаются к детским схемам наблюдения:
То, как дети потребляют контент сегодня, они все еще смотрят линейный телевизор, но все чаще они потребляют контент в цифровом виде. Мы создали здесь формат истории, который отражает это. Это сочетание цифровых и линейных историй.